# 高雷中學
高雷中學（英語：Ko Lui Secondary School），是一所位於香港九龍觀塘和康徑9號的男女中學。學校佔地8000平方米。

## 校政管理

### 歷任校監
| 校監   | 年份        |
| 龐鼎元 | 1971 - 1993 |
| 江可伯 | 1993 - 2001 |
| 龐熙   | 2001 - 2004 |
| 許清稜 | 2004 - 2010 |
| 李國輝 | 2010 - 2011 |
| 龐卓貽 | 2011 - 2017 |
| 王嘉豪 | 2017 - 2024 |
| 蘇日偉 | 2024 - 至今 |

### 歷任校長
| 校長   | 年份        |
| 吳源興 | 1972 - 1988 |
| 黃秉良 | 1988 - 1989 |
| 羅志堅 | 1989 - 1999 |
| 吳樹輝 | 1999 - 2005 |
| 王雙琴 | 2005 - 2023 |
| 梁嘉齡 | 2023 - 至今 |

### 歷任副校長
| 校長   | 年份 |
| 蔡俊傑 |      |
| 蘇志棠 |      |
| 黃國球 |      |

## 歷史
由於當時香港社會未實行九年免費教育，高雷旅港同鄉會為此於1971年建立一所學校，以收容家境貧困、面臨失學的學生，並租用九龍界限街183-185號為校址，同年9月開辦上下午制文法中學，命名為高雷中學。校名當中高雷二字為中國廣東省西南部面向海南島的高州市和雷州市（今分屬茂名市及湛江市）的合稱。1972年，校方為幫助學生謀求兼職以幫補家計，校監龐鼎元遂主張推行「半工讀制」且獲接納。後來於1974年8月，業主將界限街校舍重建，高雷中學 （页面存档备份，存于）遷到旺角奶路臣街「德明中學」的校址上課。1976年2月遷到九龍大角咀福全街32-40號的自置校址上課，並且註冊為非牟利教育機構。及至1982年獲得政府的資助和撥地，在觀塘原訂興建東華三院辛亥年總理中學的用地興建新校址。
由於新校址未落成，校方在1988年9月借用秀茂坪秀明道香港在職師訓班同學會學校「殺校」後剩下的校舍，再於1990年另借同邨即將遷校的保良局總理聯誼會丁未小學供中三級上課，至1991年4月觀塘現時校舍正式落成。在1997年6月，高雷中學成立家長教師會。2000年12月完成校舍改建工程，建成一座新的大樓。隨著教育統籌局推行資訊科技教育，高雷中學於2003年獲優質教育基金撥款36萬成立「創意工作坊」，透過創意空間、創新課程編序教學和資訊科技設備三者的結合，培養學生的創造力。2005年至2006年進行課程改革，在中一級及中二級推行才藝課，2006年中樂團成立。同年度，高雷中學校友會成立。2009年，該校加入國際啟發潛能教育（Invitational Education）香港分會，經過數年發展，於2014年獲得啟發潛能教育學校大獎。而由2010年開始，學校連續5年獲得教育局、香港基督教服務處及香港輔導教師協會舉辦之「關愛校園」榮譽。
為促進學生個人發展，高雷中學由2012年開始推行工作體驗計劃，學生可於酒店、CAFE、旅行社等機構進行實地工作體驗。2014年參與「學校起動計劃」（Project We Can），獲九龍倉集團撥款以添置設備。2016年成立的「高雷咖啡館」，主要讓學生通過模擬職場加強自我認識。同年校方與深圳福田外國語高級中學結為姊妹學校。2017年與深圳市龍崗區新亞洲學校結為姊妹學校。其後於2019年，高雷中學獲優質教育基金撥款60多萬成立「STEM ROOM」。2020年再獲優質教育基金撥款成立「全方位高雷黑盒劇場」，以提供空間讓學生發揮演藝才能。為配合環球科技的新趨勢，本校於2021年與阿里巴巴旗下的SEED FOUNDATION合作舉辦「雲計算課程」，引入雲計算課程目的是提倡知識與體驗學習並重，為學生的未來做好裝備，並培養他們終身學習的能力，以面對不斷轉變的社會。

## 學校資料

### 辦學宗旨
高雷中學秉承有教無類及因材施教的優良傳統，引導學生積極及主動地學習，並培養他們在德智體群美五育的均衡發展，發揚「尚義克勤」的精神，並建立正確的價值觀及人生觀；使之對個人、社會及國家承擔責任，作出貢獻。

## 著名/傑出校友
大角咀舊校
- 莫少聰（1970年代）：香港男演員及歌手
- 周保松（1985年中一至1987年中二）：香港中文大學政治與行政學系助理教授

觀塘現址
- 林惠嫻：現任香港大學化學系助理教授(研究)[5]
- 譚穎恩：現任澳洲西悉尼大學計算機、工程和數學學院教授兼副院長（國際）
- 潘文迪（1992年中五）：前香港足球運動員，現為香港足球代表隊助理教練，亦在無綫電視擔任客席足球評述員
- 胡可怡：前亚视新闻主播，现转职到《明報》
- 林燕玲（1999年中七）：前無綫新聞主播，麗新集團傳訊部副總裁，現職鳳凰衛視香港台新聞主播
- 火燎森：著名投資者及財經評論員，現任香港數碼電台節目主持人
- 魏焌皓（2007年中五）：前無綫電視藝員[註 1]
- 李君妍（2009年中）：香港無綫電視女藝員，曾參加《功夫新星》
- 小龍哥：帝王水產負責人，著名KOL
- 陳景莉（2024年中六）：入讀香港大學計量金融[6]

## 外部連結
- 高雷中學 （页面存档备份，存于）
- 【HK01校園天地】高雷中學「STEM x E-Sports」電競中體驗STEM（上） （页面存档备份，存于）
- 【HK01校園天地】引領學界工程創新思維-邁向steam教育新高度

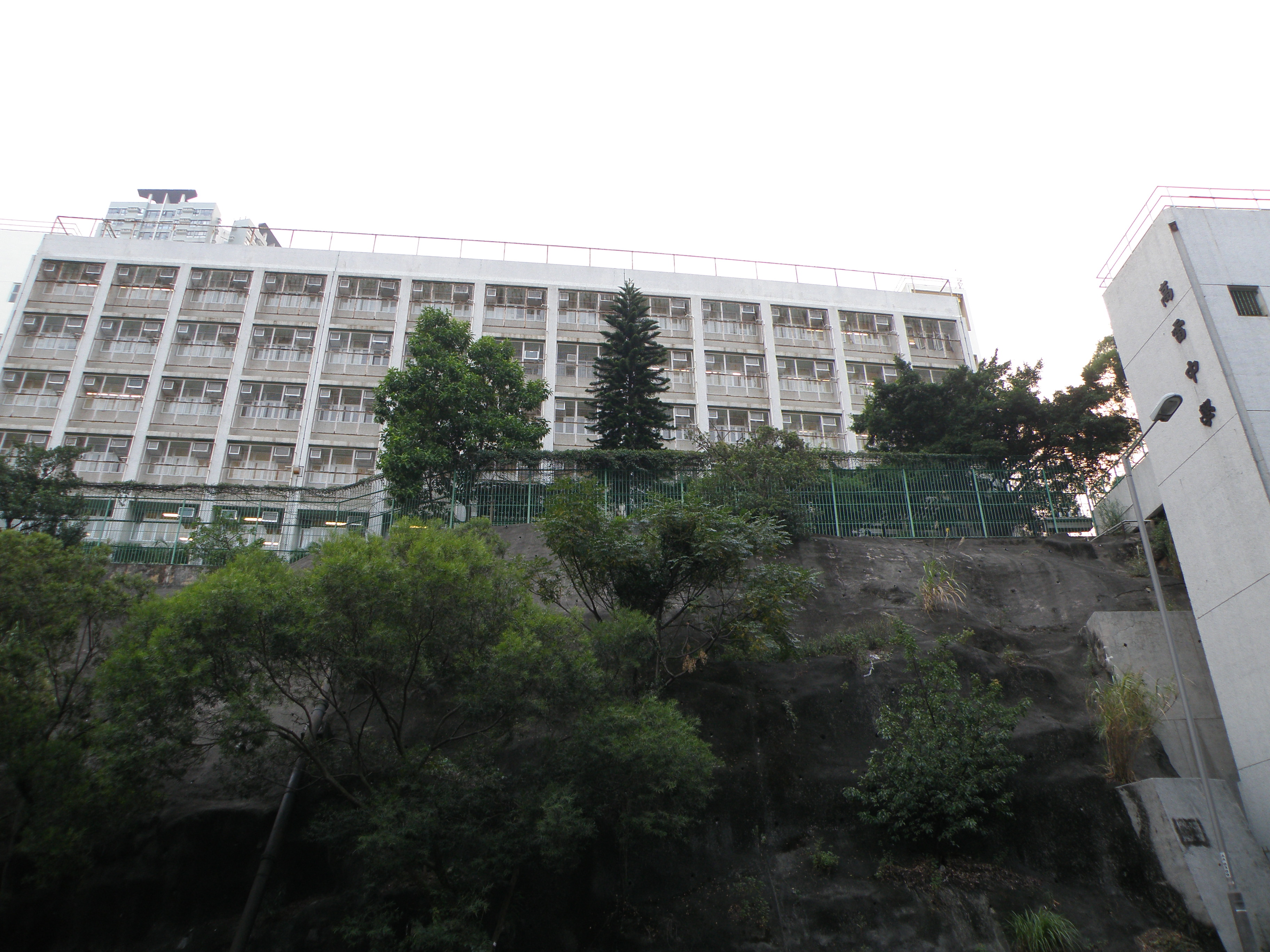
翻油前的高雷中學

- 【South China Morning Post】Students from Ko Lui Secondary School win award for lampshades made from winter melon skins, purple sweet potatoes, corn husks and lai see packets （页面存档备份，存于）
- 【香港商報網】逾千中學生闖商界「趁墟做老闆」舉行 陳茂波冀巿集活動能刺激經濟[]
- 【信報】高雷中學灌輸正面價值觀 （页面存档备份，存于）
- 【教育局】全方位學習【影片3:40】 （页面存档备份，存于）
- 高雷中學簡介
- 高雷中學校友會

（页面存档备份，存于）